# Hlavní strana/Přehled kategorií
- Články podle témat
- Čas
- Dorozumívání
- Geografie
- Historie
- Informace
- Kultura
- Lidé
- Matematika
- Politika
- Právo
- Příroda
- Rekordy
- Společnost
- Sport
- Technika
- Umění
- Věda
- Vojenství
- Vzdělávání
- Zdravotnictví
- Život
- Seznamy